# سفرنامه سیستان (کتاب)
سفرنامه سیستان اثر جورج پسمن تیت، خاطرات هیئت مکماهون در سیستان است. این هیئت مرز بین ایران و افغانستان در حدود سیستان را نقشه‌برداری و میله‌گذاری نمود.

## دربارهٔ کتاب
جورج پسمن تیت شرحی از زندگی‌اش در دوران اقامت در سیستان، اوضاع و احوال آن دوران، چگونگی علامت‌گذاری مرز سیستان، نقشه‌برداری سیستان، جغرافیای رود هیرمند و … دارد. همچنین در این کتاب از سفرهای قبلی تیت به بلوچستان و نواحی جنوب شرقی سیستان و ماجرای سفر تیت همراه با میسیون هند و افغانستان نیز مطالبی آورده است.